# 文郎
文郎是越南历史上的一个国家，由传说中的貉龙君所建，大约存在于前2879年至前258年。《大越史记全书》所载，其疆域东临南海，西接巴蜀，北临洞庭湖，南临胡孙国。但实际疆域可能仅限于今天的越南北部及中国广西南部一带。国中又分十五部：交趾、朱鸢、宁山、福禄、越裳、宁海、阳泉、桂阳、武宁、怀驩、九真、日南、真定、桂林、象郡。

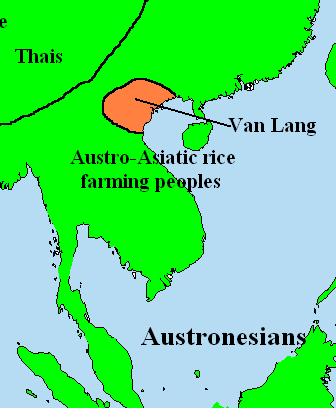
文朗国大致范围

## 歷史
传说为公元前2879年建立，历任国主皆号“雄王”, 至前257年, 文郎国被甌駱所灭